# پارک ملی وودلزرسکی
پارک ملی وودلزرسکی (به لاتین: Vodlozersky National Park) یک منطقهٔ مسکونی در روسیه است که در روسیه واقع شده‌است.